# Apache OpenOffice Base
Apache OpenOffice Base (OpenOffice.org Base hasta diciembre de 2011) es una aplicación que forma parte de la suite ofimática Apache OpenOffice desde la versión 2. Es comparable a MS Access pero a diferencia de este es software libre.
Base integra la manipulación de bases de datos con Apache OpenOffice. Es posible crear y modificar tablas, formularios, consultas e informes bien utilizando el sistema gestor de bases de datos HSQL que se incluye con Base o bien cualquier otro. La aplicación proporciona diferentes asistentes, vistas de diseño, y vistas SQL para los usuarios principiantes y avanzados.

## Características
Base incluye una versión completa del SGBD HSQL que guarda los datos en ficheros XML.También puede acceder de forma nativa a ficheros DBase para realizar trabajos simples.
Para usos más avanzadas, Base proporciona soporte nativo para diferentes bases de datos (Adabas D, ADO, Microsoft Access, MySQL), o cualquier otra base de datos si se utilizan los conectores ODBC y JDBC. También soporta agendas LDAP, Microsoft Outlook, Microsoft Windows y Mozilla.
A partir de la versión 2.3 Apache OpenOffice Base integrará el generador de informes en OLAP y XML Report Designer basado en el motor de informes de código abierto del software Pentaho.
- Para mayor información sobre su uso visitar el Tutorial de Apache OpenOffice en Wikilibros

### Documentación oficial
- Base FAQ (enlace roto disponible en Internet Archive; véase el historial, la primera versión y la última).

### Recursos de terceros
- OOoAuthorsES Proyecto de documentación de Apache OpenOffice en español
- TutorialOpenOfficeBaseEspañol Tutorial de OpenOffice Base en español
- Descargar Pdf Usando SQL en Base de OOo

- Datos: Q1638446
- Multimedia: OpenOffice.org Base / Q1638446
- Libros y manuales: OpenOffice.org/Trabajando en Bases de Datos